# Pethő Tibor
Pethő Tibor (Budapest, 1918. december 3. – Budapest, 1996. december 7.) magyar újságíró, szakíró, országgyűlési képviselő, Pethő Sándor fia. 1942-től, majd 1960-tól ismét a Magyar Nemzet főmunkatársa, később szerkesztője. Több útikönyv szerzője illetve társszerzője.

## Életpályája
Apja a Magyar Nemzet alapítója, Pethő Sándor volt, édesanyja Takács Margit. Pethő Tibor a tanulmányait a Ludovika Akadémián és a budapesti közgazdasági egyetemen végezte. 1942-től – édesapja halála után – a Magyar Nemzet szerkesztője lett. Részt vett a polgári ellenállási mozgalomban. 1945-ben a Szabad Szó munkatársaként dolgozott, majd 1946-tól a Honvédelmi Minisztérium sajtóosztályát vezette. 1948-tól a Szabad Szó, 1950-től a Magyar Távirati Iroda, 1952-től a Magyar Nemzet, 1957-től a Hétfői Hírek külpolitikai rovatának vezetőjeként dolgozott. 1953 után Nagy Imre politikáját támogatta. 1956 decemberében a Magyar Újságírók Országos Szövetsége küldöttsége nevében eredménytelenül tárgyalt Kádár Jánossal, Kállai Gyulával és Szirmai Istvánnal a betiltott Irodalmi Újság és egyéb folyóiratok engedélyezésének ügyében. 1960-tól ismét a Magyar Nemzetnél dolgozott: előbb főmunkatársként, majd 1966-tól mint a szerkesztőbizottság tagja, 1973 és 1983 között, illetve 1991 és 1992 között a lap főszerkesztője, majd a szerkesztőbizottság elnöke volt. Pethő Tibor töltötte be 1976 és 1979 között a Magyar Újságírók Szövetségének elnöki tisztét. 1966 és 1976 között, majd 1979 és 1989-ig között a szövetség alelnöke volt. 1976-tól a Hazafias Népfront Országos Tanácsának az alelnöke volt. 1967–1971, illetve 1975–1985 között országgyűlési képviselő volt. 1987-ben a Magyarok Világszövetsége elnökségi tagjává választották. 1989-től ő szerkesztette a Harang című hetilapot.  1995 után részt vett a Magyar Polgári Együttműködés Egyesület megalakításában.

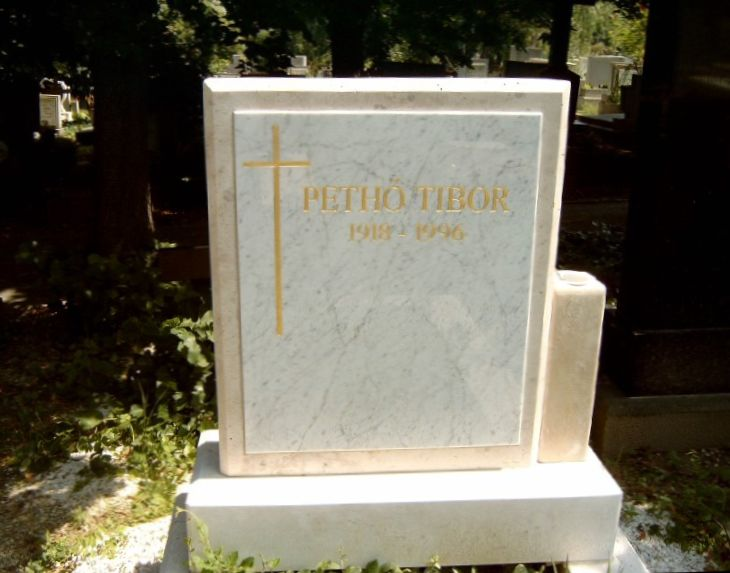
Sírja a Farkasréti temetőben

## Művei
- Szabadságharc 1944-ben (Szilágyi Istvánnal, 1945)
- Afrika és Délkelet-Ázsia népeinek szabadságharca (1952)
- A Kárpátoktól a Balti-tengerig (1956)
- Szuez (1958)
- Útikalandok a régi Magyarországon (társszerző, 1963)
- A háborúk ára (1966)
- Amerika közelről (1972)
- Szögletes földgömb (1976)
- Ausztria (útikönyv, Szombathy Viktorral, 1979)
- Kölcsönben a jövő (publicisztikai írások, 1985)

## Emlékezete
- Sírja Budapesten a  Farkasréti temetőben található ( 20/1-1-478)
- A Hemingway Alapítvány kuratóriuma évente odaítéli a róla elnevezett Pethő Tibor-emlékérmet